# Ликантен
Ликантен (исп. Licantén) — посёлок в Чили. Административный центр одноимённой коммуны. Население — 3 629 человек (2002).   Посёлок и коммуна входит в состав провинции Курико и области Мауле.
Территория — 273 км². Численность населения — 6 653 жителя (2017). Плотность населения — 24,4 чел./км².

## Расположение
Посёлок расположен в 68 км на северо-запад от административного центра области города Талька и в 70 км на запад от административного центра провинции  города Курико.
Коммуна граничит:
- на севере — c коммуной Вичукен
- на северо-востоке — c коммуной Уаланье
- на юге — c коммуной Курепто

На западе коммуны расположен Тихий океан.

## Демография
Согласно сведениям, собранным в ходе переписи 2017 г  Национальным институтом статистики (INE),  население коммуны составляет:
| Полное население                          | Полное население                          | Полное население                          | Полное население                          | Полное население                          | 6 653 |
| ----------------------------------------- | ----------------------------------------- | ----------------------------------------- | ----------------------------------------- | ----------------------------------------- | ----- |
| в том числе:                              | Городское население                       | 4 965                                     | Процент городского населения, %           | 74,63                                     |       |
|                                           | Сельское население                        | 1 688                                     | Процент сельского населения, %            | 25,37                                     |       |
|                                           | Мужское население                         | 3 353                                     | Процент мужского населения, %             | 50,40                                     |       |
|                                           | Женское население                         | 3 300                                     | Процент женского населения, %             | 49,60                                     |       |
| Плотность населения, чел/км²              | Плотность населения, чел/км²              | Плотность населения, чел/км²              | Плотность населения, чел/км²              | Плотность населения, чел/км²              | 24,4  |
| Население коммуны в % к населению области | Население коммуны в % к населению области | Население коммуны в % к населению области | Население коммуны в % к населению области | Население коммуны в % к населению области | 0,64  |

## Важнейшие населенные пункты[3]
| № | Название          | Название (кит.)   | Статус  | Население чел. (2017) | На карте                        |
| - | ----------------- | ----------------- | ------- | --------------------- | ------------------------------- |
| 1 | Ликантен          | Licantén          | поселок | 3309                  | 34°59′02″ ю. ш. 71°59′05″ з. д. |
| 2 | Илока             | Iloca             | поселок | 1655                  | 34°55′57″ ю. ш. 72°10′46″ з. д. |
| 3 | Пласилья          | Placilla          | деревня | 302                   | 34°59′41″ ю. ш. 71°55′42″ з. д. |
| 4 | Лора              | Lora              | деревня | 252                   | 35°00′42″ ю. ш. 72°03′07″ з. д. |
| 5 | Лора-Сур          | Lora Sur          | деревня | 209                   | 35°01′29″ ю. ш. 72°04′05″ з. д. |
| 6 | Уапи              | Huapi             | деревня | 176                   | 35°01′50″ ю. ш. 72°06′18″ з. д. |
| 7 | Ла-Леонера        | La Leonera        | деревня | 151                   | 34°59′01″ ю. ш. 71°56′17″ з. д. |
| 8 | Идауэ             | Idahue            | деревня | 112                   | 34°58′55″ ю. ш. 71°52′07″ з. д. |
| 9 | Субида-Сементерио | Subida Cementerio | деревня | 95                    | 34°58′36″ ю. ш. 71°58′34″ з. д. |